# Fabronia curvirostris
Fabronia curvirostris là một loài Rêu trong họ Fabroniaceae. Loài này được Dozy & Molk. mô tả khoa học đầu tiên năm 1844.